# طاهر گولچ
طاهر گولچ (Tahir Güleç؛ متولد ۲۵ فوریه ۱۹۹۳) یک تکواندوکار آلمانی، ترک تبار است. وی در المپیک تابستانی ۲۰۱۶ در ریودوژانیرو، در وزن ۸۰ کیلوگرم مردان، نماینده آلمان بود که پس از شکست در دیدار شانس مجدد در مقابل پیوتر پازینسکی از لهستان در جایگاه هفتم قرار گرفت.